# ReVamp
ReVamp est un groupe de metal symphonique néerlandais, originaire de Roermond. Il s'agit d'un groupe parallèle de Floor Jansen, ex-chanteuse de After Forever. Durant son existence, le groupe est en contrat avec la maison de disque allemande Nuclear Blast qui publie en 2010 le premier album du groupe, ReVamp, puis le second album, Wild Card, qui sort le 23 août 2013 en Europe, le 26 août au Royaume-Uni, et le 3 septembre aux États-Unis et dans le reste du monde. Le 29 septembre 2016, le groupe annonce sa séparation d'un commun accord.

## Biographie

### Origines etReVamp(2009–2010)
Sander Gommans, membre d'After Forever fait face à un burnout au début de 2008. Jansen explique sur son site web qu'elle profitera de l'inactivité du groupe pour explorer d'autres horizons avec Jørn Viggo Lofstad. En février 2009, After Forever décide de se séparer le 19 juin 2009, et Floor annonce sur MySpace la création d'un nouveau groupe, qui repoussera son projet avec Jørn Viggo à plus tard. Le 17 octobre 2009, Jansen annonce le nom du groupe, ReVamp.
Jansen écrit toutes les chansons de l'album éponyme en 2009. Elle collabore avec son ancien collègue d'After Forever, Joost van den Broek, et le guitariste de Grip Inc, Waldemar Sorychta. Le trio écrit et enregistre tout, tandis que Koen Herfst (I Chaos, Bagga Bownz, Armin van Buuren) enregistre les morceaux de batterie. Plus tard, Jansen recrute de nouveaux membres pour jouer sur scène.
En 2010, leur premier album est publié au label Nuclear Blast. Le groupe tourne aux Pays-Bas, jouant avec succès lors de concerts et festivals. ReVamp rejoint Epica à leur tournée européenne.

### Burnout et Nightwish (2011–2013)
La santé de Jansen commence à décliner, et elle décide de se mettre en pause. Avec ses importants problèmes de santé, tous les concerts sont annulés. Floor est diagnostiquée d'un burnout comme ce fut le cas pour son ancien collègue d'After Forever. Le groupe devient inactif un certain temps. À la fin de 2011, Jansen se joint à MaYaN pour un concert au Brésil. À ce moment, elle n'est pas loin de la guérison totale. ReVamp commence à écrire de nouvelles chansons pour un deuxième album prévu pour le printemps 2013. En octobre 2012, le groupe de metal symphonique finlandais Nightwish contacte Jansen pour se joindre à leur tournée Imaginaerum World Tour après le départ d'Anette Olzon. Occupée avec Nightwish, le groupe repousse son album au printemps 2013.

### Wild Cardet séparation (2013–2016)
ReVamp entre en studio en début d'année. L'album est annoncé pour août 2013 chez Nuclear Blast. Jaap Melman décide de partir d'un commun accord avec le groupe. Après le départ de Melman, les enregistrements sont terminés, et le groupe fait appel au bassiste de Stream of Passion, Johan van Stratum, pour quelques morceaux. Peu après, Henk Vonk est annoncé comme le nouveau bassiste de ReVamp. Le 7 juin, le groupe annonce via Facebook le titre de leur nouvel album, Wild Card. L'album fait participer plusieurs invités comme Johan van Stratum, Mark Jansen d'Epica, Marcela Bovio de Stream of Passion, Daniël de Jongh de Textures, et Devin Townsend de Strapping Young Lad et The Devin Townsend Project.
En octobre 2013, Floor est officiellement recrutée au sein de Nightwish puis commence à enregistrer l'album Endless Forms Most Beautiful.
Le 29 septembre 2016, le groupe annonce sur Facebook sa séparation.

## Membres

### Derniers membres
- Floor Jansen - chant, growls (2009–2016)
- Matthias Landes - batterie (2010–2016)
- Jord Otto - guitare (2010–2016)
- Arjan Rijnen - guitare (2010–2016)
- Ruben Wijga - claviers (2010–2016)
- Henk Vonk - basse (2013–2016)

### Ancien membre
- Jaap Melman - basse (2010–2012)

### Membres invités
- Joost van den Broek - claviers, synthétiseurs, grand piano, programmation, production, mixage (2009–2016)
- Waldemar Sorychta - guitare, basse sur ReVamp (2009–2010)
- Koen Herfst - batterie sur ReVamp (2009–2010)
- Arno Krabman - guitare, basse, coproduction, mixage sur ReVamp (2009–2010)
- George Oosthoek - grunts sur Here's My Hell de l'album ReVamp (2010)
- Russell Allen - chant sur Sweet Curse de l'album ReVamp (2010)
- Björn « Speed » Strid - growls sur In Sickness 'Till Death Do Us Part 2: Disdain de l'album ReVamp (2010)
- Mark Jansen - grunts et screaming sur Misery's No Crime de l'album Wild Card (2013)
- Marcela Bovio - chœurs sur Wild Card (2013)
- Johan van Stratum - basse sur Wild Card (2013)
- Daniël de Jongh - chœurs sur Wild Card (2013)
- Devin Townsend - chant sur Neurasthenia de l'album Wild Card (2013)